# Departamento Guatemala
Das Departamento Guatemala ist eines von 22 Departamentos der Republik Guatemala. Es liegt im südlichen Hochland und erstreckt sich auf 2253 km². Hauptstadt des Departamentos und der gesamten Republik ist Guatemala-Stadt. Das Departamento hat offiziell rund 3,4 Millionen Einwohner und bildet auf Grund seines ökonomischen und demographischen Gewichts zugleich die Región Metropolitana, eine der acht zu Zwecken der Raumordnung und Wirtschaftsplanung eingerichteten Regionen des Landes.
Das Departamento Guatemala grenzt im Norden an Baja Verapaz, Nordosten an das Departamento El Progreso, im Osten an Jalapa, im Südosten an Santa Rosa, im Südwesten an Escuintla und im Westen an Sacatepéquez und Chimaltenango.

## Landesnatur
Das Departamento liegt auf einer mittleren Höhe von etwa 1500 Metern in den Kordilleren der zentralamerikanischen Sierra Madre. In der Mitte des Departamentos befindet sich in dem von Schluchten und Bergen begrenzten Hochtal Valle de La Ermita (auch Valle de La Virgen oder Valle de las Vacas) Guatemala-Stadt. Auch die umliegenden Städte und Gemeinden liegen zum Teil auf Hochebenen, die durch tiefe Täler unterbrochen sind. Die fast 4000 m hohen Vulkane Agua, Fuego und Acatenango, die das Landschaftsbild des Departamentos wesentlich prägen, liegen im benachbarten Sacatepéquez. Im Südwesten liegt an der Grenze zu Escuintla der Pacaya, einer der aktivsten Vulkane Amerikas, und an dessen Fuß der Amatitlán-See. Der Süden fällt bereits leicht zur Pazifikküste hin ab und wird vom Rio Maria Linda und dessen Nebenflüssen entwässert. Im Norden münden die Flüsse Pixcayá, Las Vacas, Las Cañas und deren Nebenflüsse in den Río Motagua, der seinerseits die Grenze zu Baja Verapaz bildet und schließlich in die Karibik mündet. Das Klima ist auf den Hochebenen im Allgemeinen gemäßigt mit Tagestemperaturen zwischen 18 und 28 °C, kälter wird es auf den Bergketten, wärmer in den tieferen Lagen im Norden und Süden des Departamentos. Die Regenzeit dauert in der Regel von Mai bis Oktober, Ausnahmen von dieser Regel werden jedoch immer häufiger. Große Teile des Bergwaldes mussten neuen Siedlungs- und Industriegebieten, Straßen und der Landwirtschaft weichen.

## Bevölkerung
Im 19. Jahrhundert hatte das Departamento etwa 100.000 Einwohner. Neben spanisch sprechenden Ladinos (Mestizen) wurde es vorwiegend von Cakchiquel und Pocomam besiedelt. 1950 lebten in Guatemala-Stadt 250.000 Menschen. Das schwere Erdbeben von 1976 zerstörte neben der Hauptstadt viele andere Städte und Dörfer Guatemalas. Zahlreiche Obdachlose aus anderen Landesteilen kamen bald ins Departamento und ließen sich in den bis dato ländlich geprägten Municipios um Guatemala-Stadt nieder. Infolge dieser Katastrophe und im Zug der allgemeinen Bevölkerungsexplosion entwickelte sich die Agglomeration Guatemala-Stadt. Sie hat nach offiziellen Angaben heute rund 2,5 Millionen Einwohner und besteht neben Guatemala-Stadt, der mit über einer Million Einwohner größten Stadt Zentralamerikas, aus den Großstädten Mixco und Villa Nueva sowie einigen anderen umliegenden Orten wie Chinautla und Santa Catarina Pinula. Nirgendwo sonst im Land sind die Gegensätze zwischen Arm und Reich so stark wie im Ballungsgebiet der Hauptstadt: Während einzelne Stadtteile und Siedlungen sich kaum von größeren Städten in Nordamerika und Europa unterscheiden, leben zahlreiche Menschen in instabilen Behausungen an den Hängen der Schluchten, den Barrancos, die das Gebiet durchziehen und in der Regenzeit oft von Erdrutschen betroffen sind. Die Agglomeration frisst sich immer mehr ins Umland, da eine kleine, aufstrebende Mittelschicht es sich leisten kann, ein Reihenhaus in den geschlossenen Siedlungen zu kaufen oder zu mieten, die die Bauindustrie systematisch auf dem Grund ehemaliger Fincas baut. Gleichzeitig lassen sich auch ärmere Familien in trostlosen Trabantenstädten im Umland nieder, weil die Mieten in der Innenstadt zu teuer werden. Neben der zunehmenden Abholzung des verbleibenden Waldes führt dies auch zu einer weiteren Verschlechterung der Verkehrssituation in den Stoßzeiten.
Um die Bevölkerungszahlen gibt es zahlreiche Spekulationen, die oft auf unzutreffenden Definitionen basieren, insbesondere auf der irrtümlichen Gleichsetzung von Guatemala-Stadt mit der Agglomeration. Tatsache ist, dass im Ballungsgebiet unzählige Menschen leben, die nicht amtlich erfasst oder in anderen Departamentos registriert sind. Dies berücksichtigt das Nationale Statistikinstitut INE bei seinen Projektionen in der Regel. An Werktagen können sich im Ballungsgebiet einschließlich der Tages- und Wochenendpendler etwa 5 Millionen Menschen aufhalten. 
Das Departamento hat heute mindestens 3 Millionen Einwohner in insgesamt 17 Municipios (Großgemeinden oder auch Landkreise):
| Amatitlán              | Chinautla         |
| Chuarrancho            | Fraijanes         |
| Guatemala-Stadt        | Mixco             |
| Palencia               | Petapa            |
| San José del Golfo     | San José Pinula   |
| San Juan Sacatepéquez  | San Pedro Ayampuc |
| San Pedro Sacatepéquez | San Raimundo      |
| Santa Catarina Pinula  | Villa Canales     |
| Villa Nueva            |                   |

Die Municipios sind eigenständige Gebietskörperschaften mit gewählten Bürgermeistern und Volksvertretungen. Städtisch geprägte Municipios untergliedern sich in der Regel in Zonas und Colonias (Stadtbezirke und Siedlungen), ländliche Municipios in Aldeas und Pueblos (Landgemeinden) sowie in Caseríos, Parajes, Fincas, Rancherías (Weiler und Höfe). Dem Departamento als staatlichem Verwaltungsbezirk steht ein von der Zentralregierung entsandter Gouverneur vor.

## Wirtschaft
Das Departamento Guatemala ist die dynamischste Wirtschaftsregion Zentralamerikas. In der Hauptstadt konzentrieren sich Behörden, Vereinigungen, Innungen, Medienunternehmen, Banken, Versicherungen, Transportunternehmen, Niederlassungen ausländischer Konzerne und verschiedenste andere Dienstleistungsbetriebe. Da der Staat im Bereich der Bildung nur eine Grundversorgung anbietet, hat sich eine blühende Bildungsindustrie mit unzähligen Privatschulen und etlichen Privatuniversitäten unterschiedlichster Qualität entwickelt. In der Umgebung, in Mixco und insbesondere in Villa Nueva gibt es vielfältige Industrie, darunter Lebensmittel-, Textil- und Bauindustrie. San Juan Sacatepéquez ist für seinen Möbelbau bekannt. Von zweitrangiger Bedeutung ist die Pharmaindustrie und die Automobilindustrie. Oft wird in Maquilas produziert, die den in der Regel ausländischen Unternehmern gute Gewinne bescheren und der einheimischen Bevölkerung Arbeitsplätze bringen. Da funktionierende Gewerkschaften fehlen, werden die Arbeitnehmer in den Maquilas hemmungslos ausgebeutet. Im übrigen Departamento spielt die Landwirtschaft und die Viehzucht noch eine Rolle. Angebaut werden unter anderem Bohnen, Mais, Kaffee, Zuckerrohr, Zierpflanzen und verschiedene Obst- und Gemüsearten. Der Tourismus beschränkt sich auf den Durchgangsverkehr und auf einige wenige Sehenswürdigkeiten in Guatemala-Stadt und im Umland, darunter der Pacaya und der Amatitlán-See.

## Verkehr

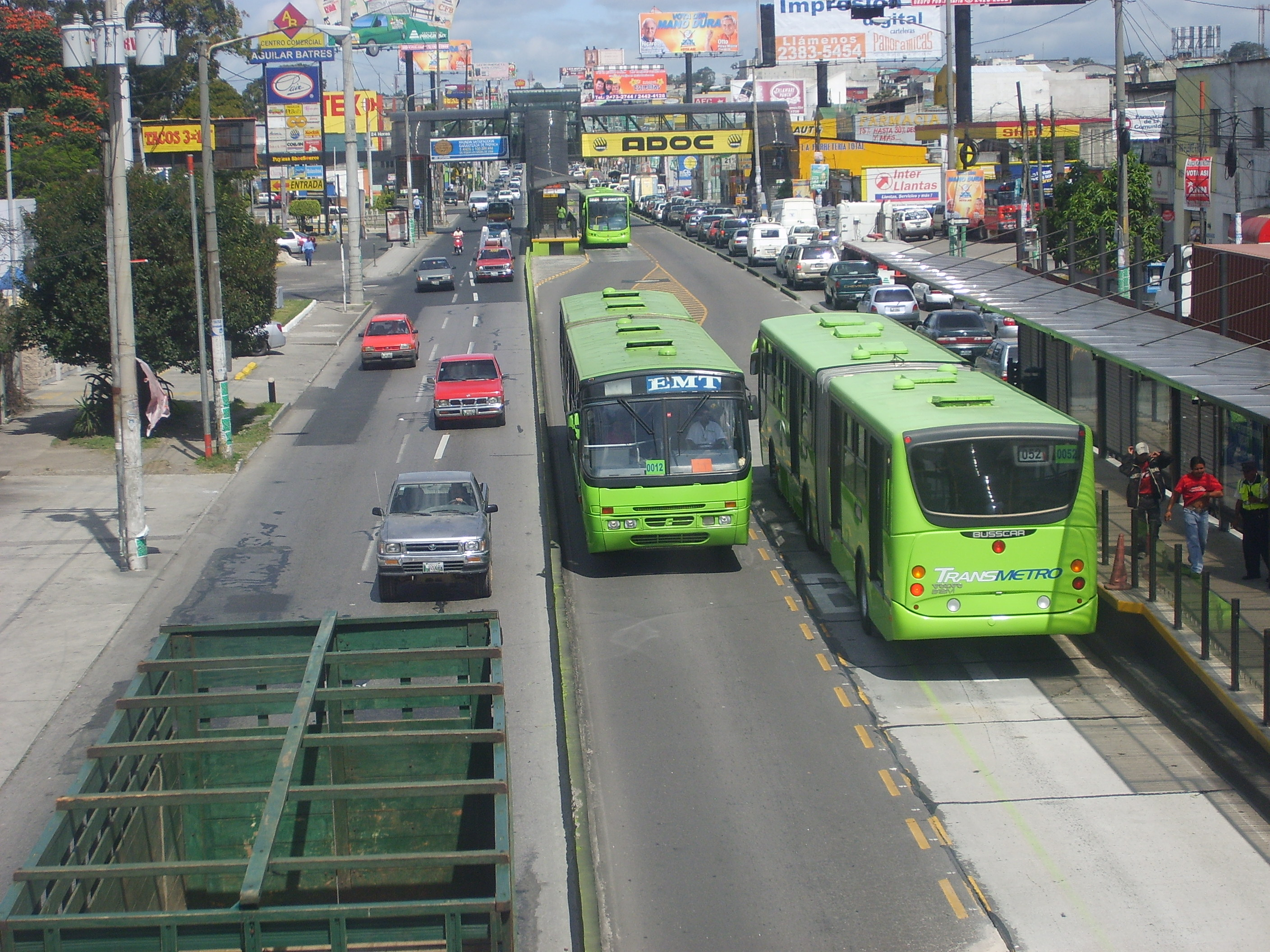
Transmetro-Station

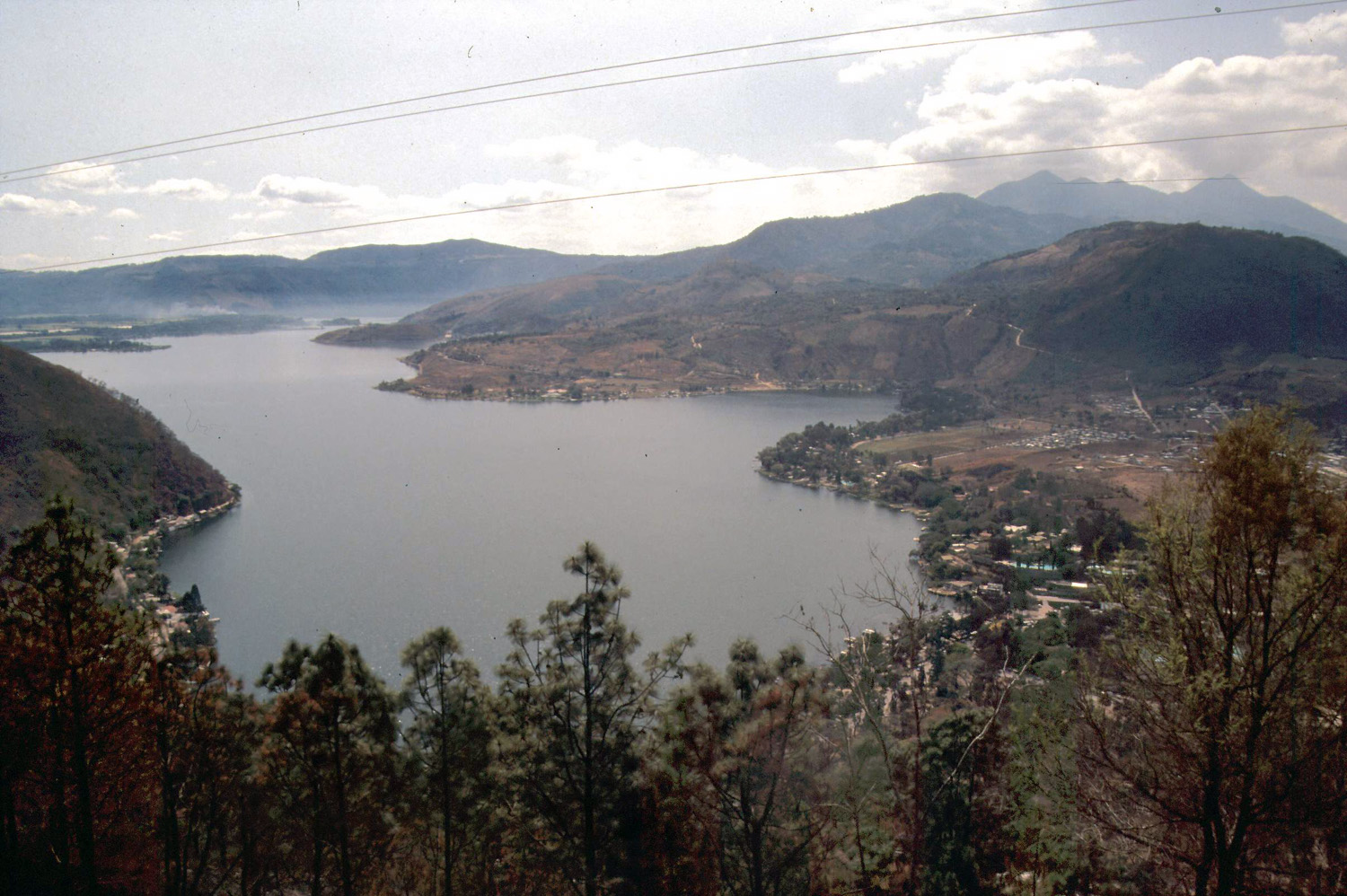
Am Amatitlán-See

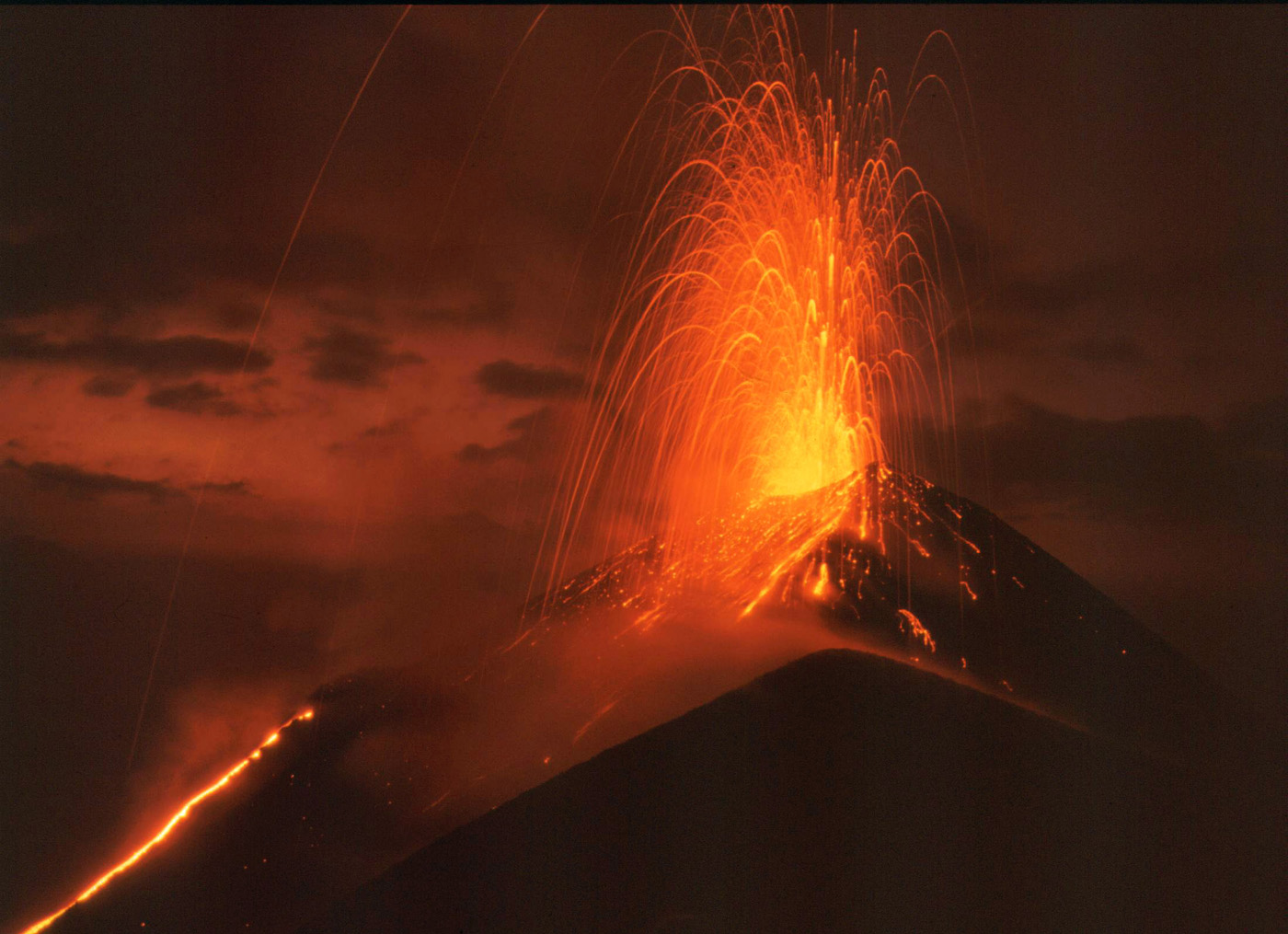
Der Vulkan Pacaya

Da Guatemala-Stadt der Verkehrsknotenpunkt des Landes ist, ist auch das Departamento relativ gut erschlossen. Hier trifft die durch das Hochland verlaufende Interamericana (CA 1) auf die Interoceanica (CA 9), die Puerto San José am Pazifik mit Puerto Barrios an der Karibikküste verbindet. Über diese beiden Fernstraßen, die im Departamento zu Autobahnen ausgebaut worden sind, können letztlich alle anderen Landesteile erreicht werden. Eine Ringautobahn um die Hauptstadt (Anillo Metropolitano, neue Bezeichnung: Anillo Departamental oder Regional) soll ab 2011 gebaut werden. Der erste, relativ weit im Norden verlaufende Abschnitt (Chuarrancho) wird die CA 1 mit der CA 9 zwischen Santo Domingo Xenacoj (Sacatepéquez) und Sanarate (Departamento El Progreso) verbinden. In Guatemala-Stadt gibt es eine mehrspurige Ringstraße (Anillo Periferico), jedoch nur dem Namen nach, da sie nur im Norden, Westen und Süden einen zusammenhängenden Streckenverlauf hat und zugleich fast den gesamten Schwerverkehr vom Pazifik zur Karibik und umgekehrt aufnimmt. Die Eisenbahnstrecke von Puerto San José über Guatemala-Stadt nach Puerto Barrios, die diesen Schwerverkehr wenigstens teilweise von der Straße auf die Schiene bringen könnte, wurde schon vor etlichen Jahren stillgelegt. Eine Reaktivierung mit Hilfe ausländischen Kapitals ist bis dato mehrmals an Interessenskonflikten gescheitert. Im Gegensatz zu Mexiko-Stadt oder Caracas hat Guatemala-Stadt auch keine U-Bahn und auch keine S- oder Stadtbahn. Der gesamte öffentliche Personennahverkehr in der Agglomeration wird, von Taxis abgesehen, von einem dichten Netz von Buslinien sichergestellt. Überfälle auf Fern- und vor allem Stadtbusse sowie die allgemein kritische Sicherheitslage haben wiederum den Individualverkehr verstärkt, mit entsprechender Überlastung der wichtigsten Verkehrsachsen zu Stoßzeiten. In Guatemala-Stadt hat man in den letzten Jahren einzelne Fahrstreifen durch bauliche Maßnahmen abgetrennt und mit zahlreichen, S-Bahnhöfen ähnelnden Bushaltestellen versehen. Die dort verkehrenden grünen Busse halten im Gegensatz zu den anderen Bussen nur an den offiziellen, polizeilich gesicherten Stationen. Dieses recht erfolgreiche und vergleichsweise kostengünstige Busway-System wird offiziell als transmetro und inoffiziell auch als metro de superficie („Oberflächenmetro“) bezeichnet. Die übrigen städtischen Buslinien (rote Busse) werden seit 2010 schrittweise durch das neue Personennahverkehrssystem transurbano ersetzt (weiß-blaue Busse).
Der internationale Flughafen Guatemala-Stadt gilt seit seiner Renovierung als modernster Flughafen Zentralamerikas.

## Geschichte
Die sehr günstige Lage an der Kreuzung der wichtigen Handelswege zwischen Pazifik, Hochland und Karibik bewog die Maya bereits um 800 vor Christus, auf der von tiefen Schluchten gesicherten und klimatisch recht angenehmen Hochebene, auf der sich heute Guatemala-Stadt befindet, das große Handelszentrum Kaminaljuyú zu errichten. Die Stadt war einst fünf Quadratkilometer groß und hatte zeitweise mehr als 50.000 Einwohner. Im 4. Jahrhundert nach Christus verbündete sich Kaminaljuyú, seinerzeit die größte Stadt des guatemaltekischen Hochlandes, mit Tikal (Petén) und Teotihuacán (Mexiko) und erreichte dadurch neben seiner wirtschaftlichen Bedeutung auch erheblichen politischen Einfluss. Der Niedergang der Bündnispartner im 7. und 8. Jahrhundert trug zum Verfall und zur Aufgabe Kaminaljuyús bei. Die Umgebung wurde in der Folge über mehrere Jahrhunderte hinweg nur von wenigen Cakchiquel und Pocomam besiedelt. Nachdem Pedro de Alvarado 1524 und 1525 deren Festungen Iximché und Chinautla Viejo („Mixco Viejo“) zerstört und die Bevölkerung unterworfen hatte, richtete er die Hauptstadt seines Kolonialgebietes zunächst im heutigen Ciudad Vieja ein, ab 1543 dann in Antigua Guatemala, zu deren Verwaltungsbezirken das Gebiet des heutigen Departamentos während der Kolonialzeit größtenteils gehörte. Das schwere Erdbeben vom 26. Juli 1773 zerstörte Antigua und führte zur Verlegung der Hauptstadt des Generalkapitanats Guatemala. Ausgewählt wurde nach längeren Auseinandersetzungen die Gegend um das Dorf La Ermita, nahe der Ruinen von Kaminaljuyú, wo Guatemala-Stadt 1776 gegründet wurde. Nach der Unabhängigkeit von Spanien unterteilte die Regierung das Staatsgebiet am 4. November 1825 in zunächst sieben Departamentos, darunter das Departamento Guatemala. 1935 wurde es im Süden um das Gebiet des aufgelösten Departamentos Amatitlán erweitert.